# پیگال (متروی پاریس)
پیگال (انگلیسی: Pigalle) یکی از ایستگاه‌های خط ۲ و خط ۱۲ متروی پاریس است که در میدان پیگال واقع شده و در سال ۱۹۰۲ تأسیس شده‌است. در سال ۲۰۱۹ میلادی ۵٬۵۹۹٬۴۹۵ مسافر از این ایستگاه استفاده کرده‌اند.

## نگارخانه

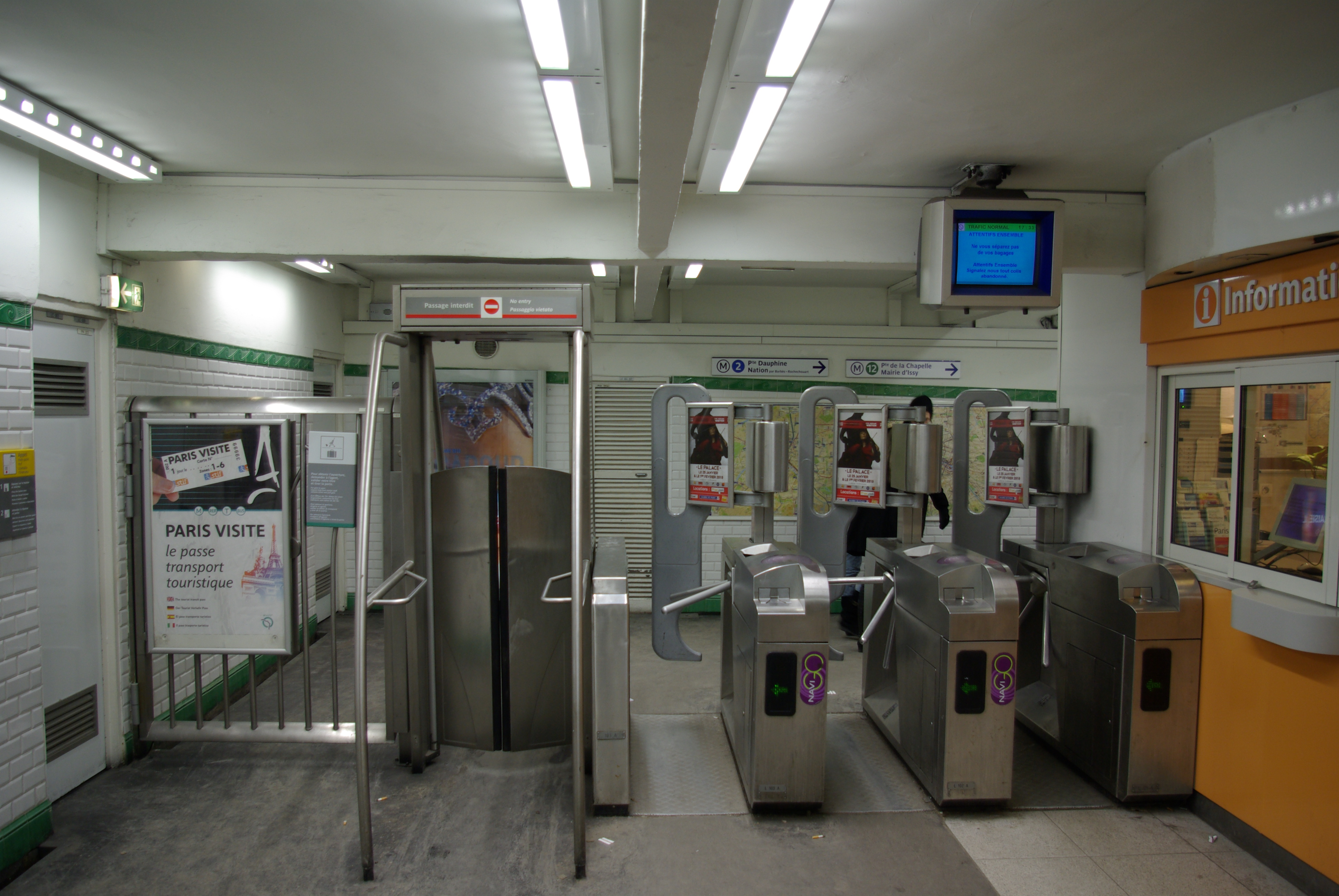
گیت بلیط
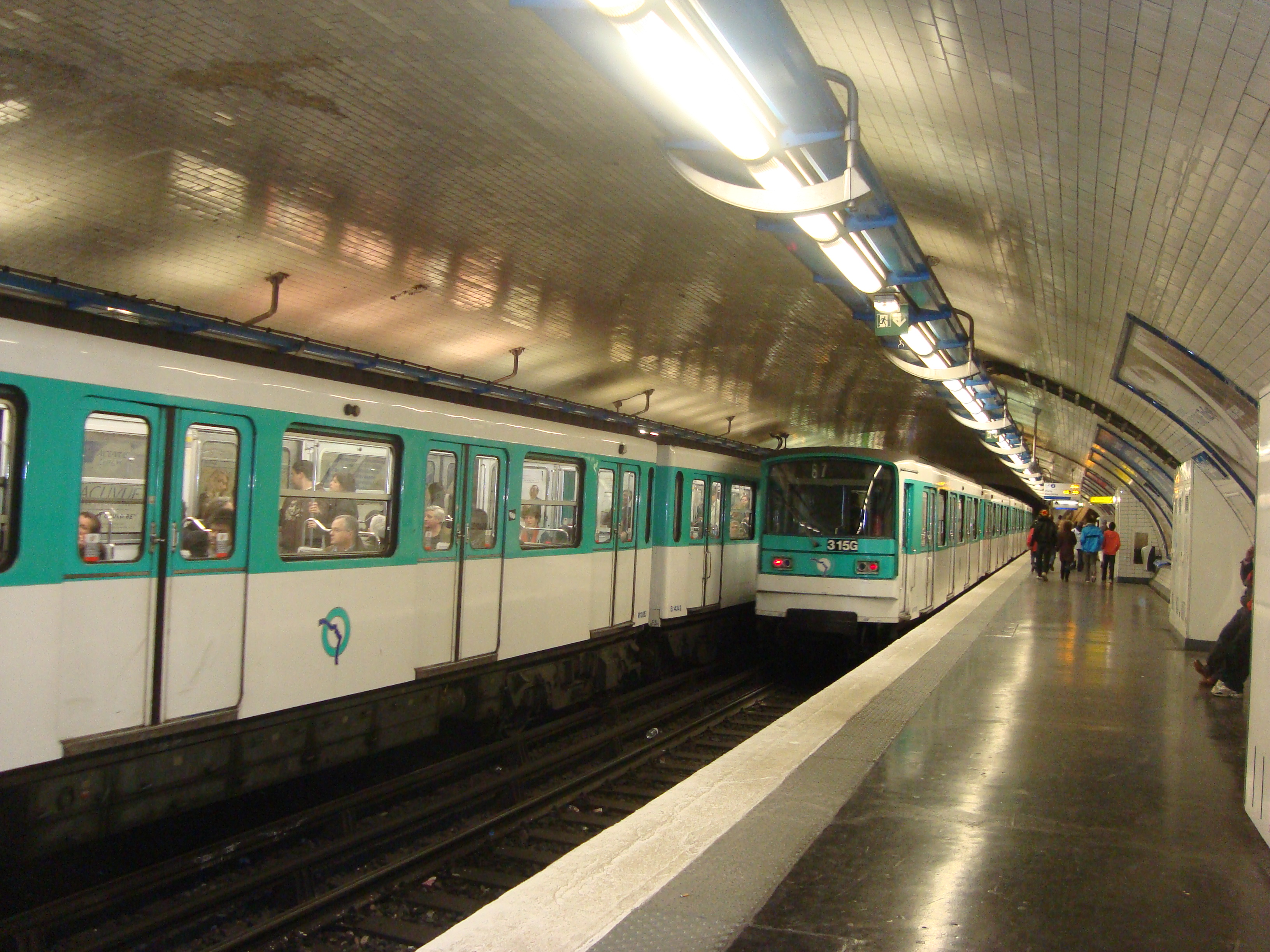
سکوهای خط ۲ متروی پاریس
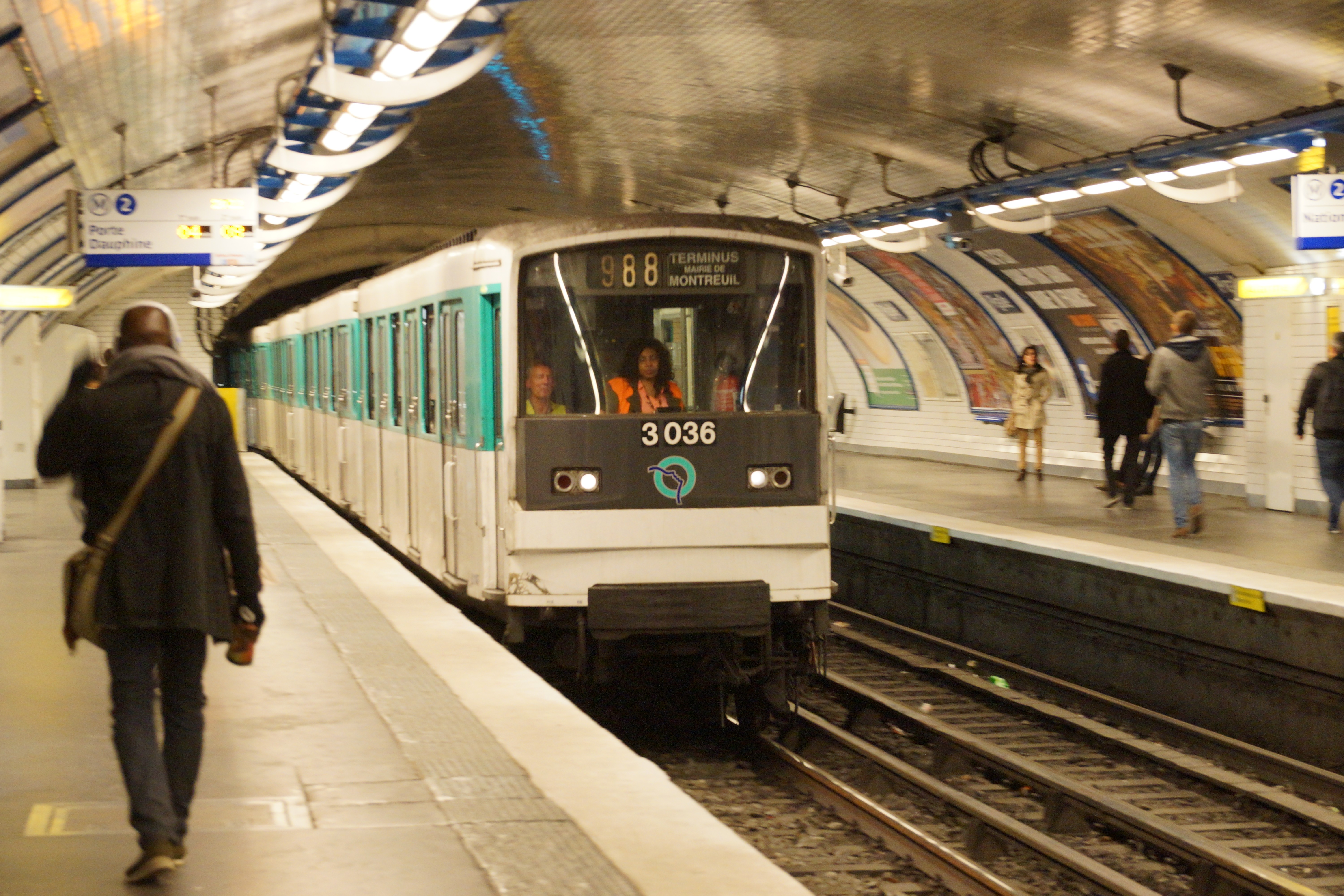
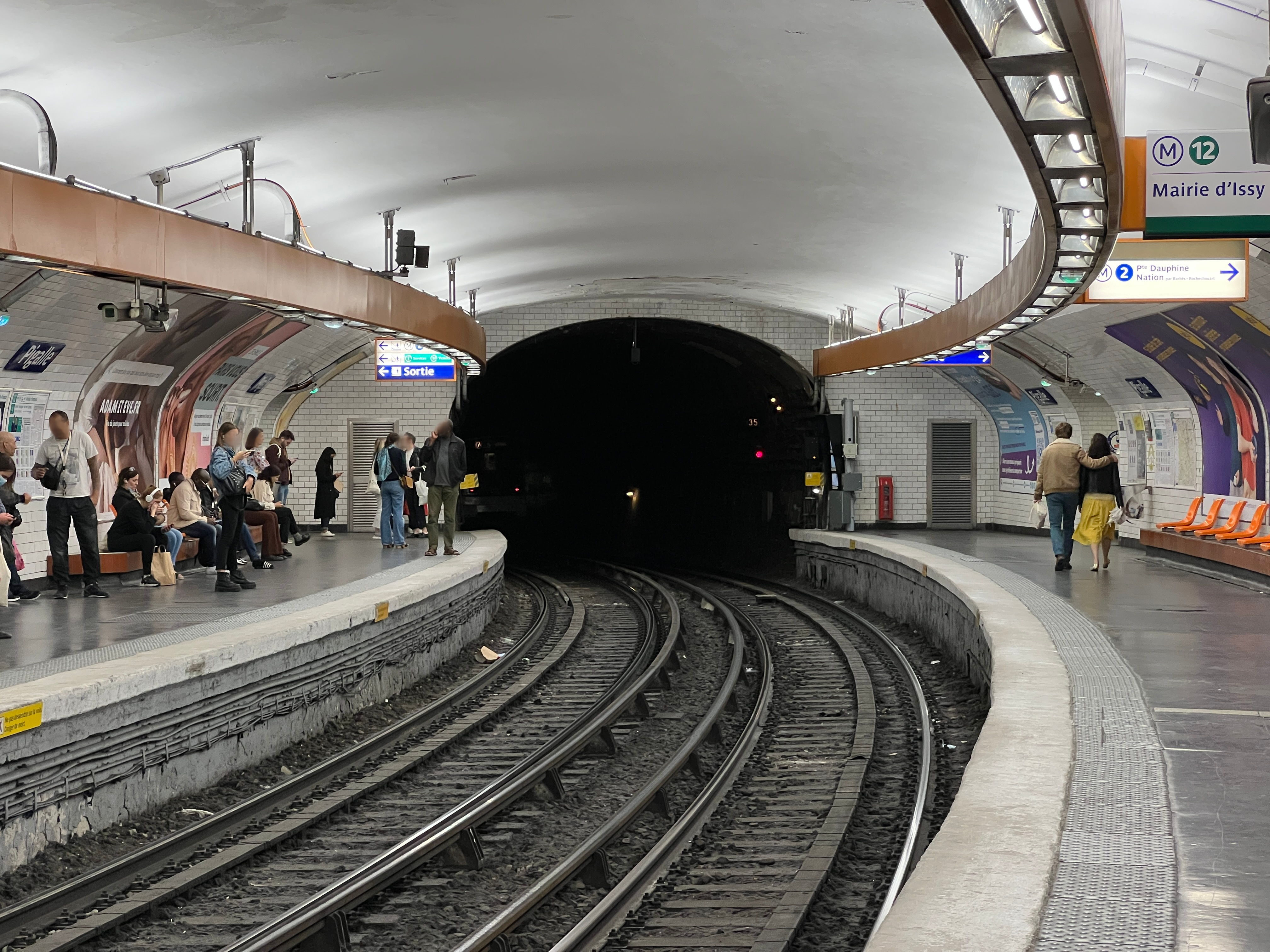
سکو خط ۱۲ متروی پاریس
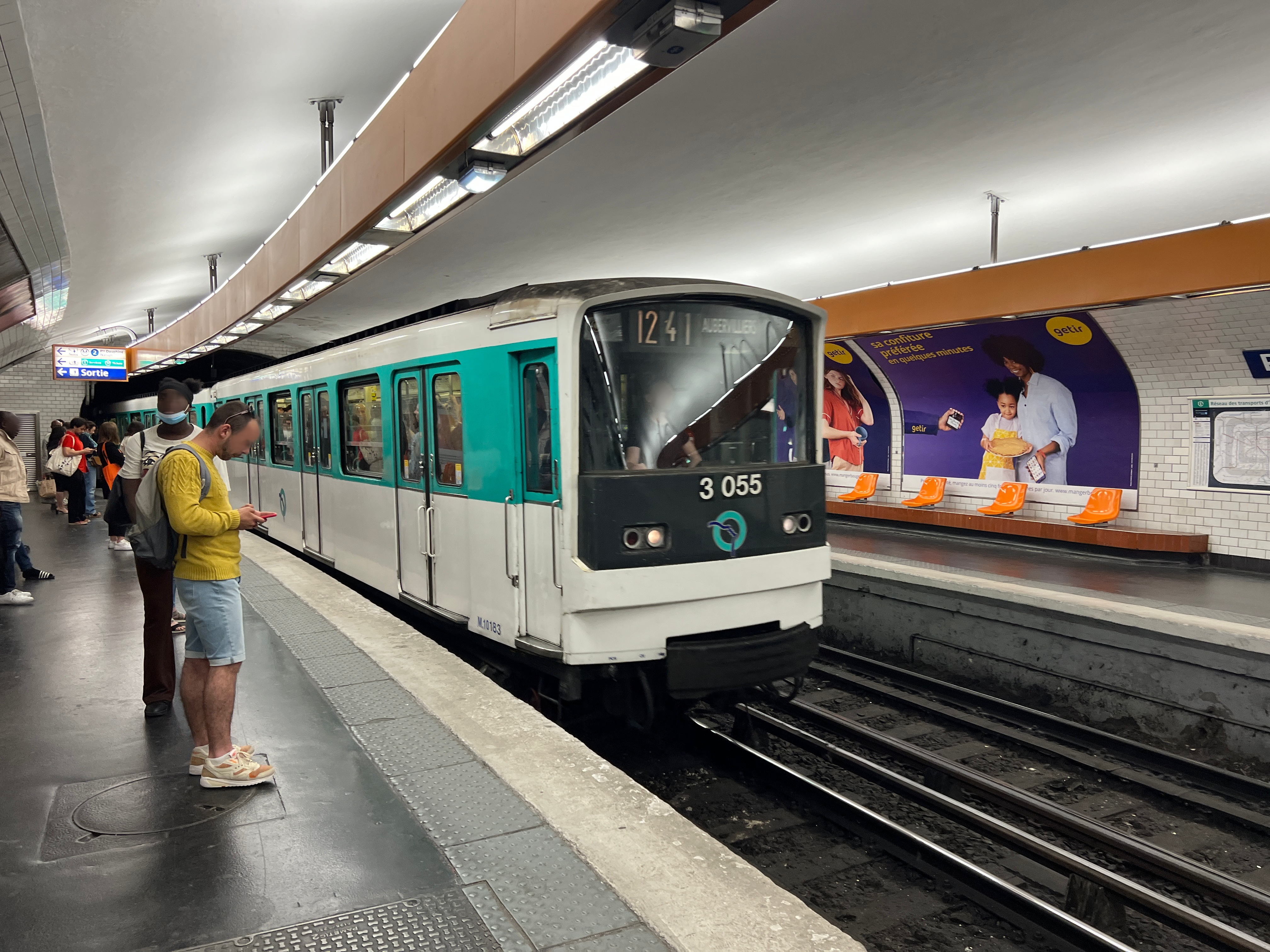